# Льореда Кайседо, Родриго
Родриго Льореда Кайседо (исп. Rodrigo Lloreda Caicedo; 2 сентября 1942, Кали, Колумбия — 4 февраля 2000, там же) — колумбийский государственный деятель, министр иностранных дел Колумбии (1982—1984).

## Биография
Получил образование в областях права и экономики Папского университета Хавериана в Боготе, который окончил в 1965 году.
Сразу по окончании университета поступил на государственную службу в аппарат губернатора департамента Валье-дель-Каука, занимал различные выборные и назначаемые должности.
- 1978—1980 годы — министр образования,
- 1982—1984 годы — министра иностранных дел,
- 1985—1986 годы — посол Колумбии в США,
- 1990 год — кандидат в президенты страны от Консервативной партии, однако занял лишь четвертое место. Неудача привела его к решению уйти из большой политики,
- 1991 год — член Национального учредительного собрания,
- 1993—1994 годы — председатель совета Национальной ассоциации периодической печати (Andiarios), занимал пост директора газеты El País[англ.].

Возобновил политическую деятельность после избрания на пост президента страны Андреса Пастраны. С 7 августа 1998 по 25 мая 1999 года — министр обороны Колумбии. Подал в отставку из-за разногласий с главой государства по вопросу о так называемой зоне разъединения (исп. zona de distensión) с повстанцами из ФАРК. Вместе с ним о своей остатке объявили одиннадцать генералов, которые, впрочем, впоследствии отказались от данного решения.
В 1974—1990 годах избирался членом Сената Колумбии.
Его сын Франсиско занимал пост министра образования и был кандидатом на пост мэра Кали.